# Portulaca umbraticola
Висећи пркос (лат. Portulaca umbraticola) је једногодишња врста сукулентних биљака из истоимене породице Portulacaceae. Због својих разнобојних цветова, моћног раста и изузетно малих захтева према условима станишта једна је од омиљених баштенских биљака, мада код нас далеко мање заступљена од обичног пркоса (Portulaca grandiflora).
Име рода Portulaca потиче од латинске речи portula, што значи вратанца због начина на који се отвара чаура тако што поклопац отпада. Домаће име пркос врсте овог рода добиле су захваљујући великој прилагодљивости и отпорности на неповољне услове средине.

## Распрострањеност
Висећи пркос потиче из сушних и топлих области Јужне и Централне Америке и Кариба. Уобичајена је дивља врста југозапада Сједињених Држава, док је у југоисточним деловима обично ограничена на пешчено земљиште на гранитним и пешчарским подлогама.

## Изглед
На природним стаништима висећи пркос расте као једногодишња биљка или кратковечна перена. Стабло је пузеће, понекад делимично усправно, јако разгранато. Гране су дужине 5-20 цм. Пречник биљке може достићи 25-30 цм. Листови су елиптични до издужени и пљоснати, меснати и сочни, светлозелене боје. Цветови су ситни али упадљиви, појединачни, петочлани и веома сјајни, преечника 8-15 мм. Најчешће су жуте боје или жути са црвенкастим или смеђим рубом. Цветно стабло је често црвенкасте боје. Цвета од касног пролећа до ране јесени. Плодови су мале чаура пречника 3-5 мм. Семе је сиво, округло до нешто издужено. пречника 0,5-1 мм.
Висећи пркос се у нашем поднебљу најбоље размножава резницама. Код узгоја ове биљке треба водити рачуна и контролисати њен раст, како се не би претворила у инванзивну врсту.
- Пузеће стабло бујног пораста
- Елиптични листови и плод - чаура са поклопцем
- Жути цвет основне врсте
- Сорта са црвеним цветом
- Сорта са белим цветом

## Услови станишта
За успешан раст висећи пркос захтева пуно сунчеве светлости. Изразито је светлољубива врста, па му засењени положаји не одговарају. Одрасле биљке добро подносе ссушу, али им је за бујан пораст ипак потребно добро дренирано земљиште, са довољно влаге. Дуготрајна суша доводи до одбацивања листова и на крају до пропадања целе биљке, али никако не подноси ни влажно земљиште. У поднебљима са благим зимама висећи пркос се може гајити током целе године.

## Употреба
Дивље биљке сврставају се у коровске врсте, али су украсне форме идеалне за сунчане вртове. Како је висећи пркос пузава врста лепо изгледа у висећим посудама, жардињерама или корпама на стубовима. Одлично изгледа у алпинумима, на подзидима,  или када се спушта преко баштенског зида. Може се користити и као покривач тла, као и за бордуре поред стаза. Као и обичан пркос, спада у медоносне врсте и радо га посећују пчеле, лептири и други инсекти.